# Oppach
Oppach település Németországban, azon belül Szászország tartományban. Lakosainak száma 2284 fő (2023. december 31.). Oppach Šluknov és Beiersdorf községekkel határos.

## Népesség
A település népességének változása:
| Lakosok száma | 2357 | 2358 | 2311 | 2303 | 2284 |
|               | 2017 | 2019 | 2021 | 2022 | 2023 |